# Samaveda

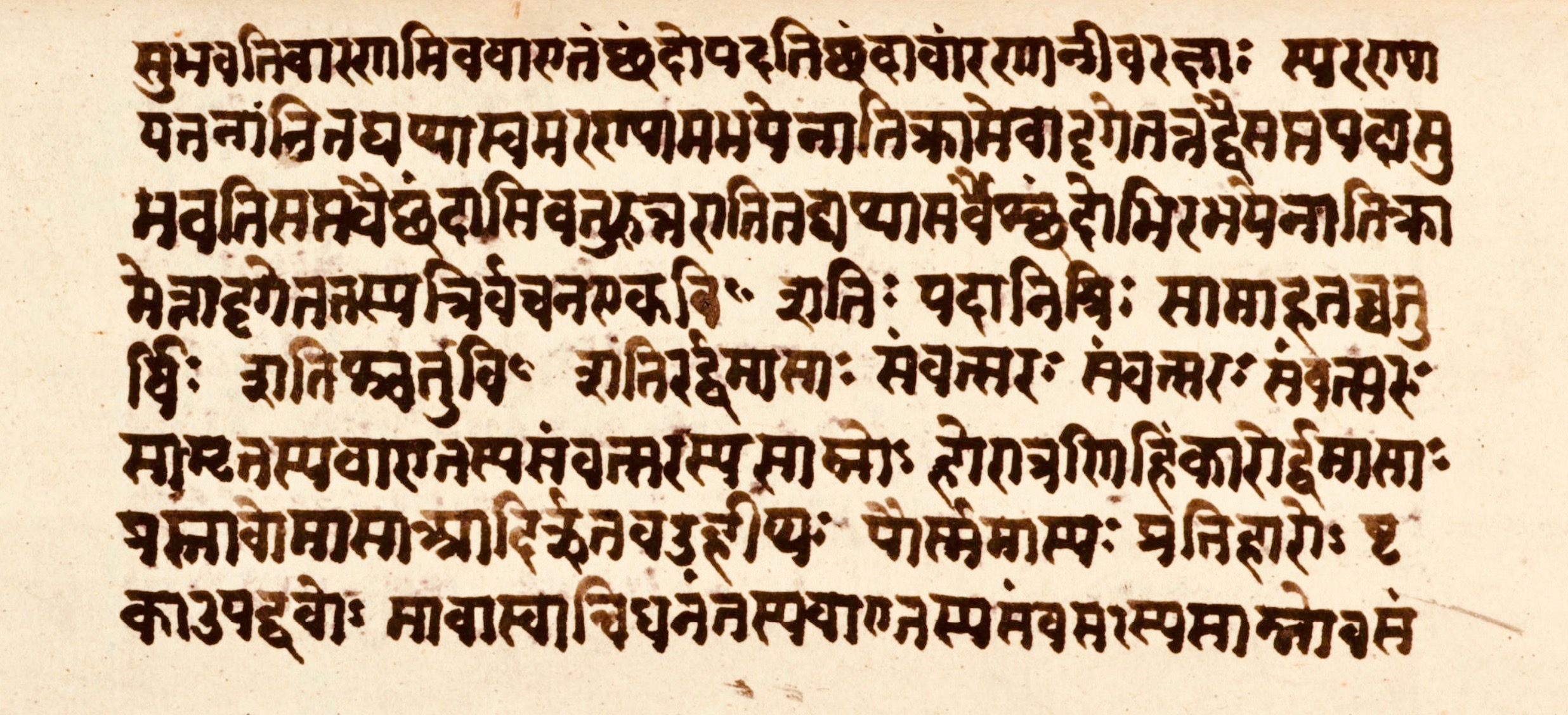
Samaveda

Samaveda, en fornindisk hymnsamling. De är ett utdrag ur och utgör ungefär en sjättedel av Rigveda. 75 av hymnerna har dock annat ursprung. De är sammanställda och ordnade för att sjungas vid somaoffret.
Namnet är sanskrit och betyder "sångernas veda", det vill säga "vetandet om melodierna".